# Икар
 Тази статия е за литературния герой.  За наградата вижте Икар (награда).  
Икар (на гръцки: Ἴκαρος; на латински: Íkaros) е герой от древногръцката митология. Той е син на Дедал, който е създателят на Лабиринта.
За да избягат от остров Крит и цар Минос, гениалният майстор Дедал изработил за себе си и за сина си криле от пера, залепени с восък. Бащата на Икар го предупреждава първо за самодоволството, а след това за хюбрис, и го моли да не лети нито твърде ниско, нито твърде високо за да не може морската влага да слепи крилата му или слънцето да ги стопи. Икар не послушал съветите на баща си да не лети близо до слънцето, което стопило восъка в крилата му и той паднал в морето. Тази част на морето е наречена в негова чест Икарийско море. Мъртвото му тяло, изхвърлено на брега, било погребано от Херакъл на малкия остров Долиха, също наречен Икария на името на Икар. Трагичната тема за провала на човек, попаднал в ръцете на хюбрис, е сходна с тази на Фаетон.

## Легендата
Бащата на Икар – Дедал бил талантлив атински занаятчия. Той построил Лабиринта за цар Минос на остров Крит, в близост до двореца му в Кносос, за да затвори Минотавъра. Минос затворил и самия Дедал, защото дал кълбо прежда на дъщерята на Минос – Ариадна. Тя трябвало да помогне на Тезей, врагът на Минос, за да оцелее в Лабиринта и да победи Минотавъра.
Дедал изработил две двойки крила от восък и пера за себе си и сина си. Дедал първо изпробвал крилата, но преди да напусне острова, предупредил сина си да не лети твърде близо до слънцето или морето, а да следва неговата траектория. Замаян от летенето, Икар се устремил към небето, но когато се доближил до слънцето, топлината стопила восъка. Икар не спирал да размахва крила, но скоро осъзнал, че по тях не са останали пера и всъщност маха с голите си ръце. Той паднал в морето, в местност, която днес носи неговото име – Икарийско море близо до Икария, остров разположен югозападно от Самос.

- „Падането на Икар“, Брьогел (1558)
- Съвременни графити на остров Икария и падащия Икар извън село Евдилос в Икария – Гърция